# 48. вечити дерби у фудбалу
48. вечити дерби у фудбалу је фудбалска утакмица одиграна у Београду 6. јуна 1971. године, између Црвене звезде и Партизана. Утакмица се завршила резултатом 2 : 0 (1 : 0) за Црвену звезду.